# Tembi Locke
Tembekile Locke, detta Tembi (Houston, 26 luglio 1970), è un'attrice statunitense naturalizzata italiana.

## Biografia
Tembi Locke nasce il 26 luglio 1970 a Houston, in Texas, da una coppia di attivisti per i diritti civili. Frequenta la Alief Hastings High School di Houston. In seguito, vive per un breve periodo in Sicilia, grazie a un programma di scambio culturale. In questo periodo appare per diverse volte nella televisione italiana. Ritornata negli Stati Uniti, si laurea in storia all'Università di Wesleyan, in Connecticut.
A New York, Tembi Locke appare in diverse produzioni off-Broadway e ottiene un ruolo nella soap opera As The World Turns. In seguito si trasferisce a Los Angeles, dove, nel 1994, prende il via la sua carriera televisiva prendendo parte all'episodio della quinta stagione della serie televisiva con protagonista Will Smith, Willy, il principe di Bel-Air (The Fresh Prince of Bel-Air), La sfida (Grumpy Young Men). 
Appare quindi in numerose serie televisive e film. Tra il 1995 e il 1996 è nella serie televisiva Beverly Hills 90210 (1995-1996). Nel 1998 prende parte alla serie The Jamie Foxx Show e nel 1999 è in un episodio della celebre sitcom Friends. Tra il 1999 e il 2000 impersona la dottoressa Diana Davis nella quinta stagione della serie televisiva di Fox/Syfy I viaggiatori (Sliders). Tra il 2001 e il 2002 appare in 5 episodi della sitcom Raising Dad. Nel 2004 partecipa a 4 episodi della serie Like Family. Nel 2006 è in CSI: NY e Windfall. Nel 2008 prende parte alla serie House of Payne. Nel 2009 interpreta un episodio della serie The Mentalist. Nel 2010 partecipa a un episodio della serie Bones. Tra il 2010 e il 2012 interpreta la dottoressa Grace Monroe, una specialista in biotecnologie, nella quarta stagione della serie televisiva di Syfy Eureka. Nel 2012 è nella serie Castle. Nel 2014 prende parte al film diretto dai fratelli Farrelly, Scemo & + scemo 2 (Dumb and Dumber To). Nel 2018 interpreta la terapista Helen Saunders nell'episodio (Flesh & Blood) della serie televisiva Into the Dark.
Nel 2019 Simon & Schuster pubblica il libro di memorie scritto da Tembi Locke From Scratch: A Memoir of Love, Sicily, and Finding Home, che racconta delle tre estati vissute con il marito Saro e della sua malattia e morte, nella campagna siciliana. Nel 2022, con il supporto delle case di produzione Hello Sunshine, 3 Arts, Cinestar, Tembi Locke produce, assieme a Reese Witherspoon, e scrive, con Marguerite MacIntyre, l'adattamento per Netflix del proprio libro, la miniserie diretta da Nzingha Stewart e Dennie Gordon From Scratch - La forza di un amore (From Scratch), che vede come protagonista l'attrice Zoe Saldana. La miniserie ottiene sei candidature al NAACP Image Award e vince il premio Los Angeles Film Italy. Tra il 2020 e il 2023 interpreta il ruolo ricorrente di Elise Torres in cinque episodi della serie televisiva di Netflix Non ho mai... (Never Have I Ever).
Nel 2022 lancia il podcast Lifted, nel quale intervista donne creatrici, scrittrici, imprenditrici, artiste e opinion leader. La prima stagione del podcast si concentra sulle donne che hanno contribuito a realizzare la serie televisiva From Scratch - La forza di un amore. La seconda stagione si concentra nell'intervistare cuoche, viticoltrici, ristoratrici, autrici di libri di cucina, giornaliste gastronomiche e sostenitricie dell'equità alimentare.
Oltre all'attività di attrice, svolge anche l'attività di oratrice, tenendo monologhi su resilienza, perdita, creatività e potere della narrazione.

## Vita privata
Locke sposa il cuoco siciliano Rosario "Saro" Gullo, con il quale vive e lavora a Los Angeles, in California. Ammalatosi di cancro, Saro muore nel 2012. Durante questo periodo Tembi Locke decise di mettere in pausa la propria carriera così da potersi dedicare completamente ad assistere il marito.
Nel 2020 Tembi Locke si sposa in seconde nozze con Robert, che ha conosciuto nel 2016.
Tembi parla fluentemente in italiano e possiede la doppia cittadinanza, statunitense e italiana.

## Filmografia

### Attrice

#### Cinema
- Ringer - Falsa identità (Ringer), regia di Carlo Gustaff (1996)
- Steel, regia di Kenneth Johnson (1997)
- Unbowed, regia di Nanci Rossov (1999)
- Art of Revenge, regia di Simon Gornick - direct-to-video (2003)
- Words Unspoken, regia di Renée O'Connor - cortometraggio (2010)
- Bucky Larson: Born to Be a Star, regia di Tom Brady (2011)
- Scemo & + scemo 2 (Dumb and Dumber To), regia di Peter e Bobby Farrelly (2014)
- Collusions, regia di Anthony Vietro (2018)
- The Obituary of Tunde Johnson, regia di Ali LeRoi (2019)

#### Televisione
- Willy, il principe di Bel-Air (The Fresh Prince of Bel-Air) - serie TV, episodio 5x04 (1994)
- Mr. Cooper (Hangin' with Mr. Cooper) - serie TV, episodio 3x14 (1995)
- Me and the Boys - serie TV, episodio 1x16 (1995)
- Night Stand - serie TV, episodio 1x25 (1995)
- Beverly Hills 90210 (Beverly Hills, 90210) - serie TV, 5 episodi (1995-1996)
- Martin - serie TV, episodio 4x17 (1996)
- Star Command, regia di Jim Johnston ed E.W. Swackhamer - film TV (1996)
- In the House - serie TV, episodi 3x09-3x11 (1996)
- Claude's Crib - serie TV, 9 episodi (1997)
- Hitz - serie TV, episodio 1x01 (1997)
- The Wayans Bros. - serie TV, episodio 4x03 (1997)
- Michael Hayes indaga (Michael Hayes) - serie TV, episodi 1x02-1x22 (1997-1998)
- The Jamie Foxx Show - serie TV, episodio 3x06 (1998)
- Friends - serie TV, episodio 6x02 (1999)
- I viaggiatori (Sliders) - serie TV, 18 episodi (1999-2000)
- Bull - serie TV, episodi 1x02-1x04 (2000)
- The Hughleys - serie TV, episodio 3x08 (2000)
- Blind Men - film TV (2001)
- Raising Dad - serie TV, 5 episodi (2001-2002)
- One on One - serie TV, episodio 1x21 (2002)
- Prep - film TV (2002)
- Il tocco di un angelo (Touched by an Angel) - serie TV, episodio 9x14 (2003)
- The Division - serie TV, episodio 3x12 (2003)
- Eve - serie TV, episodio 1x04 (2003)
- Like Family - serie TV, 4 episodi (2004)
- The Bernie Mac Show - serie TV, episodio 3x22 (2004)
- Give Me Five (Quintuplets) - serie TV, episodio 1x05 (2004)
- Unscripted - serie TV, episodi 1x08-1x10 (2005)
- CSI: NY - serie TV, episodio 2x24 (2006)
- Windfall - serie TV, 6 episodi (2006)
- The ½ Hour News Hour - serie TV, episodio 1x14 (2007)
- Born in the USA, regia di Simon Curtis - film TV (2007)
- Contatto finale (Final Approach), regia di Armand Mastroianni - film TV (2007)
- Il gioco della vedova nera (Black Widow), regia di Armand Mastroianni - film TV (2008)
- House of Payne - serie TV, episodio 3x17 (2008)
- The Mentalist - serie TV, episodio 1x20 (2009)
- Bones - serie TV, episodio 5x18 (2010)
- Eureka - serie TV, 24 episodi (2010-2012)
- Castle - serie TV, episodio 5x09 (2012)
- NCIS - Unità anticrimine (NCIS) - serie TV, episodio 12x07 (2014)
- Crazy Ex-Girlfriend - serie TV, episodio 1x06 (2015)
- The Magicians - serie TV, episodi 1x01-1x04 (2015-2016)
- 12 Deadly Days - miniserie TV, puntata 6 (2016)
- Private Dick, regia di Ken Sawyer - miniserie TV, puntate sconosciute (2017)
- L'arte del dubbio (Doubt) - serie TV, episodio 1x10 (2017)
- Animal Kingdom - serie TV, episodi 2x02-2x03 (2017)
- The Climb, regia di Chris Robinson - film TV (2017)
- S.W.A.T. - serie TV, episodio 1x05 (2017)
- NCIS: Los Angeles - serie TV, episodi 9x05-9x18 (2017-2018)
- Into the Dark - serie TV, episodio 1x02 (2018)
- Proven Innocent - serie TV, episodi 1x03-1x07 (2019)
- Non ho mai... (Never Have I Ever) - serie TV, 5 episodi (2020-2023)

### Produttrice
- From Scratch - La forza di un amore (From Scratch), regia di Nzingha Stewart e Dennie Gordon - miniserie TV, puntata 1 (2022)

### Scenggiatrice
- From Scratch - La forza di un amore (From Scratch), regia di Nzingha Stewart e Dennie Gordon - miniserie TV, 8 puntate (2022)

## Radio
- Lifted - podcast

## Libri
- (EN) From Scratch. A Memoir of Love, Sicily, and Finding Home, New York, Simon & Schuster, 2019, ISBN 9781501187650.

## Doppiatrici italiane
Nelle versioni in italiano delle opere in cui ha recitato, Tembi Locke è stata doppiata da:
- Miriam Spera in Eureka, Castle
- Laura Boccanera in CSI: NY
- Emanuela Baroni in The Mentalist
- Rossella Acerbo ne I viaggiatori